# 3171 Wangshouguan
3171 Wangshouguan este un asteroid din centura principală, descoperit pe 19 noiembrie 1979 de Observatorul Zijinshan.